# Europa Philharmonie

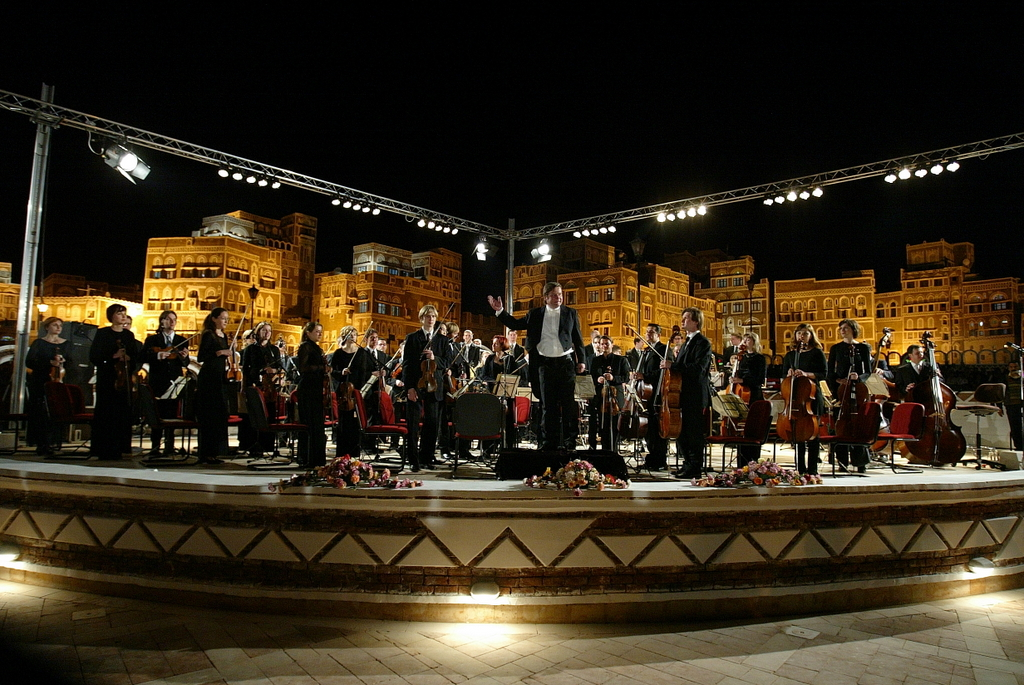
Europa Philharmonie

Die Europa Philharmonie ist ein europäisches Sinfonieorchester mit Hauptsitz in Magdeburg. Die ursprünglich als Jugendorchester gegründete Philharmonie, ist heute ein internationaler Klangkörper, der sich aus Mitgliedern führender deutscher und europäischer Konzert- und Theaterorchester zusammensetzt, die als junge Musikstudenten diesen Klangkörper begleitet und geformt haben. Träger des internationalen Klangkörpers ist der Förderverein der Europa Philharmonie. Gründer und Chefdirigent ist Reinhard Seehafer. Beraten wird das Orchester vom Künstlerischen Beirat, der aus Mitgliedern der Europa Philharmonie besteht, die ehrenamtlich als Repräsentanten ihrer Länder arbeiten und die Europa Philharmonie als Botschafter mit ihren spezifischen nationalen Erfahrungen unterstützen.

## Geschichte
Die Idee eines europäischen Orchesters wurde 1996 in Görlitz nach dem Wegfall trennender Grenzen in Europa durch den Intendanten Wolf-Dieter Ludwig und den Chefdirigenten Reinhard Seehafer unter dem Namen Junge Europera Philharmonie ins Leben gerufen und später ab 1998 als Europa Philharmonie durch die Zusammenarbeit mit dem Intendanten Ferry Tomaszyk bei weltweiten Gastspielen als Botschafter der Bundesrepublik Deutschland untermauert. Sein Gründungskonzert gab das Orchester 1996 mit einer europaweiten 3sat-Live-Übertragung aus der Görlitzer Peterskirche mit Gustav Mahlers „Auferstehungssinfonie“ unter Leitung von Chefdirigent Reinhard Seehafer in Zusammenarbeit mit der Stiftung Kreisau/Krzyżowa für Europäische Verständigung.
Von 1998 bis 2007 war Schloss Hundisburg in Sachsen-Anhalt der Sitz des Klangkörpers, eines der bedeutendsten ländlichen Barockschlösser Norddeutschlands. Von 2008 bis 2011 residierte das Orchester in Baden-Württemberg. Seit 2012 ist der Klangkörper wieder in Sachsen-Anhalt beheimatet.
Die Bedeutung der Europa Philharmonie für ein tolerantes vereintes Europa spiegelte sich auch in den Schirmherrschaften des deutschen und polnischen Staatspräsidenten und des Präsidenten des Deutschen Bundestages sowie der Arbeit des Kuratoriums „Unteilbares Europa“ wider, dem Persönlichkeiten wie Kurt Masur, Leah Rabin, Bundesaußenminister a. D. Hans-Dietrich Genscher und Dieter Stolte angehörten.

## Weltweite Konzerttätigkeit
- Anlässlich des 30. Jubiläums der Aufnahme diplomatischer Beziehungen zwischen der Bundesrepublik Deutschland und der Volksrepublik China gastierte die Europa Philharmonie 2002 in Shanghai, Peking und fünf weiteren chinesischen Metropolen.
- In der jemenitischen Hauptstadt Sanaa spielte das Orchester 2004 als weltweit erstes klassisches Sinfonieorchester in Anwesenheit ihres Schirmherren, Bundestagspräsident Wolfgang Thierse, und des jemenitischen Ministers für Kultur und Tourismus, Khalid Al-Rewaishan, das Eröffnungskonzert „Sanaa – Cultural Capital of Arab World“. Neben den geladenen Gästen erlebten 5000 Zuhörer dieses spektakuläre Konzert vor der Kulisse von Sanaas Altstadt. Fernsehstationen übertrugen das Konzert live in die gesamte arabische Welt. Weitere Stationen dieser Tournee waren Abu Dhabi, Ajman sowie das Sultanat Oman, wo das Orchester das traditionelle Neujahrskonzert spielte.
- Festkonzert in der zypriotischen Hauptstadt Nikosia „Welcome in Europe“ 2004 anlässlich des bevorstehenden Beitritts Zyperns in die EU, welches live im Fernsehen übertragen wurde.
- Als Botschafter der Bundesrepublik Deutschland unternahm das Orchester 2005 eine Konzertreise aus Anlass des 60. Jahrestages des Endes des Zweiten Weltkrieges von Kefalonia über Athen nach Kreta. Orte, an denen Massaker stattgefunden haben und die stellvertretend für die vielen anderen Opfergemeinden in Griechenland stehen.
- „Christmas Gala“ 2005 in Antalya (Türkei), wo das Orchester für seine Verdienste um die kulturelle Annäherung zwischen den Völkern ausgezeichnet wurde.

## Aktuelle Initiativen
- Klassik - I like it! für Kinder und Jugendliche in Sachsen-Anhalt und Brandenburg
- Kulturelle Nachhaltigkeit für künftige Generationen mit Projekten zum Klima- und Umweltschutz